# Charles Marie de La Condamine
Charles Marie de La Condamine (ur. 28 stycznia 1701 w Paryżu, zm. 4 lutego 1774 tamże) – francuski przyrodnik, matematyk i podróżnik.

## Życiorys
Kształcił się w kolegium Louis-le-Grand. Po zakończeniu edukacji w 1718 roku wstąpił na krótko do wojska, po czym skupił się na pracy naukowej. Na początku lat trzydziestych odbył swoją pierwszą podróż po wybrzeżu Morza Śródziemnego, podczas której prowadził dziennik.

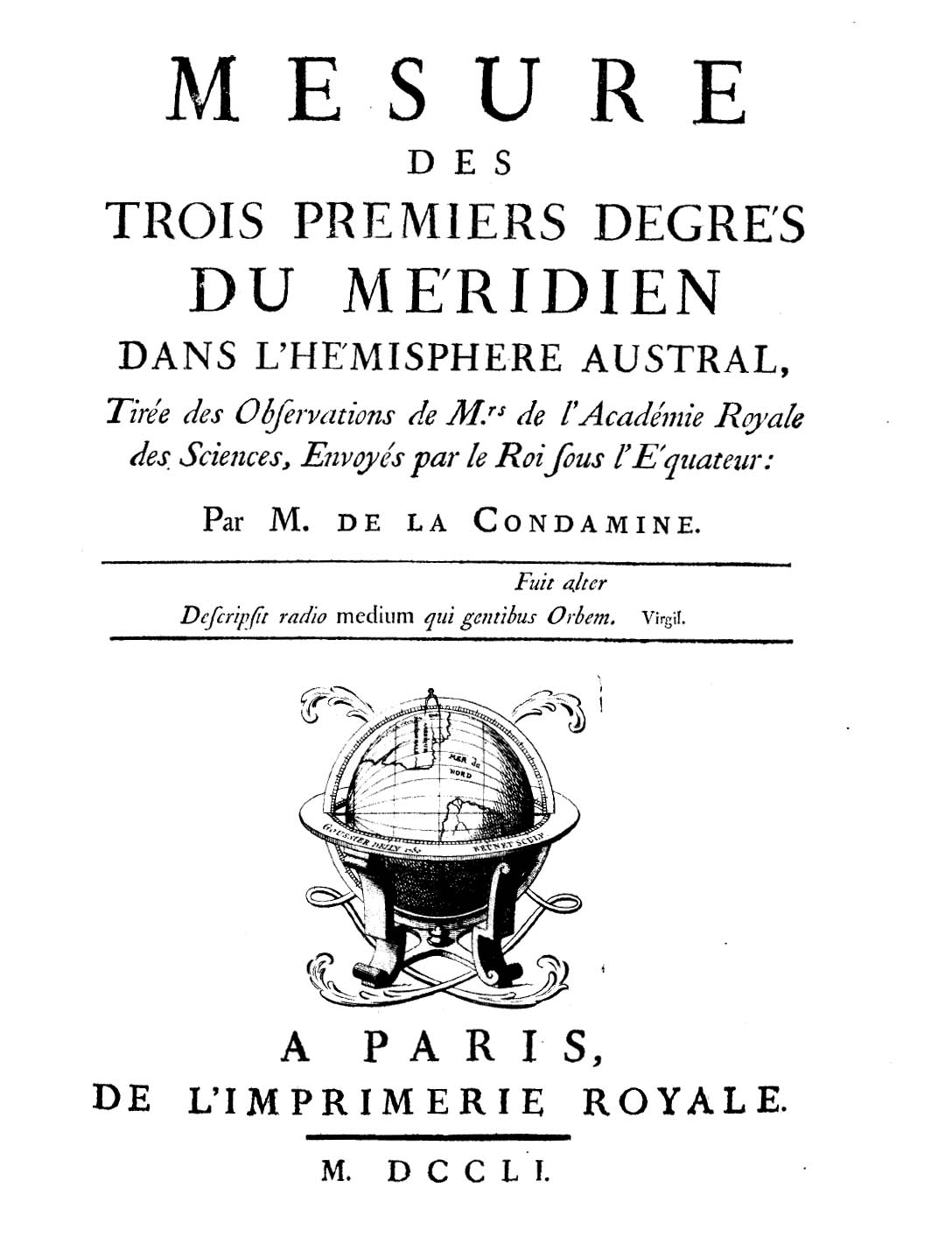
Mesure des trois premiers degrés du méridien dans l'hémisphere austral, 1751

W roku 1735 dołączył do ekspedycji pod wodzą astronoma Louis Godina, której celem było dotarcie do równika w Ameryce Południowej. Po dotarciu do Manty część naukowców popłynęła do Quito statkiem, jednak La Condamine zdecydował się na podróż pieszą, podczas której zbierał rośliny, a także obserwował i opisywał napotykane zwierzęta. Po dotarciu do celu wraz z pozostałymi osobami z grupy, dokonywał pomiarów triangulacyjnych.
Po zakończeniu ekspedycji w 1743 roku La Condamine nie powrócił do Francji wraz z pozostałymi naukowcami, lecz postanowił jeszcze przepłynąć Amazonkę – najdłuższą rzekę Ameryki Południowej. Po wielotygodniowej wędrówce przez góry dotarł z Quito do Jaén, skąd rozpoczął spływ. W czasie podróży robił notatki, zbierał eksponaty i próbki oraz poznawał rdzennych mieszkańców przemierzanych ziem. Do celu podróży, Belém, dotarł po czterech miesiącach. Stamtąd wybrał się w podróż małą łódką z wiosłami wzdłuż wybrzeży Atlantyku, aby po dwóch miesiącach dopłynąć do Kajenny.
Do Paryża powrócił po blisko dziesięciu latach nieobecności – w listopadzie 1744 roku. Przywiózł ze sobą dzienniki oraz ponad 200 przyrodniczych eksponatów m.in.:  kauczuk – wydzielinę kauczukowca brazylijskiego. Zainteresowanie wzbudziły zebrane przez niego informacje o kurarze, używanej przez tubylców do polowania na zwierzęta. Wyniki badań La Condamine'a zdobyły uznanie członków Akademii Francuskiej, do której został przyjęty w 1760 roku.
Wydany przez niego opis podróży zdobył wielką popularność, a sam autor został członkiem licznych akademii naukowych.
Jean Fabre wspomina o sporządzonym przez La Condamine’a w 1760 roku planie pacyfikacji lub rozbioru Polski (dla Fryderyka Wielkiego).